# 快打磚塊
《快打磚塊》是由TAITO公司於1986年，以遊戲《Breakout》為基礎所推出的電玩遊戲。主要是玩家操控一台叫做「沃斯」（Vaus）的太空船，以彈珠的來回敲打，將一個關卡內指定數量之磚塊敲完後，即可過關。

## 遊戲進行
遊戲開始，即從第一關開始，每位玩家均有兩條命可使用。參賽者可以左右移動沃斯，並按下發射按鈕，即可讓彈珠彈出。只要玩家操控著太空船「沃斯」左右移動，保持不讓彈珠掉入沃斯水平以下的範圍（也就是不能漏接），並且敲完指定數量之磚塊，即可過關；倘若「沃斯」漏接了彈珠，則損失一次生命，並且從失誤處重新開始；倘若生命值用完，即遊戲結束。紅白機、個人電腦版不可續關、街機版第1關至32關可，最後一關亦不可。

### 磚塊種類
遊戲的磚塊有分下列種類：
一般磚塊
一般磚塊是彈珠只要敲一次就會消失不見的磚塊。彈珠每敲擊一次一般磚塊，可獲得50分至120分不等的分數。
一般磚塊的顏色分成下列幾類：紅色、藍色、綠色、黃色、白色、土黃色、靛色、紫色。
鋼鐵磚塊
鋼磚塊是需要彈珠敲兩次或以上才會消失不見的磚塊，關卡越後，所需之敲擊次數也就必須越多。
黃金磚塊
無論彈珠敲幾次，也不會消失的磚塊。
敲到任何磚塊，彈珠會反彈到另外一個方向。所以彈珠從沃斯發射或彈出後，有可能抓對角度，就可以敲擊兩個或更多的磚塊。

### 膠囊
敲到一般磚塊，就有可能取得膠囊，膠囊不會從鋼鐵磚塊出現。只要沃斯接住了膠囊，可獲得一些能力。漏接膠囊不會損失生命，但如果接到了膠囊卻漏接彈珠，同樣也會損失生命。
膠囊從天而降時，一次只會降下一粒膠囊，不會同時出現兩個或以上的膠囊，而部分膠囊也會因取得了特殊能力後，不會掉第二個相同的膠囊，倘若其他能力使該膠囊失效者，則還有可能再出現同類型膠囊，取得能力不可使用至下一關。
如果玩家喪失一條生命，累計效果也同時失效，必須於關卡內再取得膠囊，才能得到相關效果。

### 敵人
遊戲之間，也會有從天而降的敵人，倘若彈珠彈到敵人，則彈珠的行徑方向會被阻礙或改變，但沃斯接觸到敵人不會損失生命，並且也會擊毀敵人。一關遊戲的一個畫面內，最多會出現三個敵人，被擊毀的敵人，還會有其他敵人的支援，以繼續阻礙玩家於遊戲之進行。

#### 最終關主
最終關主是一個叫做DOH的大魔王，於第33關登場。DOH是一個摩艾石像模樣的關主，在螢幕正中方現身。
最終關卡無任何膠囊輔助過關，完全靠玩家如何閃躲DOH所口吐的炸彈，與持續接到彈珠的技巧。
大型電玩版本中，由於DOH是最終關主，若生命數用完，則不能接關，直接結束遊戲，故玩家僅能用剩餘的生命數對抗DOH。

## 另見
- Breakout（雅達利公司出品遊戲）
- 第二代遊戲《快打磚塊Ⅱ：DOH的復仇》
- 泡泡龍 (1994年遊戲)（是快打磚塊衍生作品）

## 註解
1. ↑  DOH是「超時支配」（Dominate over hour）的簡寫。